# آقایان موطلایی‌ها را ترجیح می‌دهند (فیلم ۱۹۲۸)
آقایان موطلایی‌ها را ترجیح می‌دهند (انگلیسی: Gentlemen Prefer Blondes) یک فیلم کمدی صامت آمریکایی محصول ۱۹۲۸ به کارگردانی مالکوم سنت کلیر، نویسندگی مشترک سنت کلیر و آنیتا لوس بر اساس رمان ۱۹۲۵ لوس است که توسط پارامونت پیکچرز منتشر شده‌است. هیچ نسخه‌ای از این فیلم وجود ندارد و اکنون به‌عنوان یک فیلم گمشده در نظر گرفته می‌شود. نسخهٔ برادوی آقایان موطلایی‌ها را ترجیح می‌دهند با بازی کارول چانینگ در نقش لورلی لی در سال ۱۹۴۹ ساخته شد. نسخهٔ بازسازی‌شدهٔ این فیلم در سال ۱۹۵۳ با نام آقایان موطلایی‌ها را ترجیح می‌دهند با بازی جین راسل در نقش دوروتی شاو و مریلین مونرو در نقش لورلی لی اکران شد.

## داستان
لورلوی بلوند و دوست سبزه‌اش دوروتی در جستجوی شوهران ثروتمند هستند.

## بازیگران
- روث تیلور در نقش لورلی لی
- آلیس وایت در نقش دوروتی شاو
- فورد استرلینگ در نقش گاس آیسمن
- هولمز هربرت در نقش هنری اسپوفارد
- مک سوین در نقش سر فرانسیس بیکمن
- امیلی فیتزروی در نقش لیدی بیکمن
- تریکسی فریگانزا در نقش خانم اسپوفارد
- بلانچ فریدریچی در نقش خانم چپمن
- ادوارد فاوست در نقش رابرت
- یوجین بوردن در نقش لوئیس
- مارگارت سدن در نقش مادر لورلی
- لوک کازگرو در نقش پدربزرگ لورلی
- چستر کانکلین در نقش قاضی
- یورک شروود در نقش آقای جنینگز
- میلدرد بوید در نقش لولو